# Pylaemenes mitratus
Pylaemenes mitratus (Syn. Datames mitratus, Datames arietinus) ist ein auf der Malaiischen Halbinsel und auf Sumatra beheimateter Vertreter der Gespenstschrecken.

## Merkmale
Die Weibchen erreichen eine Länge von 43 bis 48 mm. Die Männchen werden 37 bis 43 mm lang. Die Art entspricht im Habitus typischen Vertretern der Datamini und ähnelt im Erscheinungsbild den Pylaemenes-Arten von Borneo. Beide Geschlechter tragen auf dem Kopf eine stark vergrößerte und erhöhte Stirnstruktur, die aus den hinteren Kopfstacheln gebildet wird und deren Vorderränder nach hinten oben, in Form eines umgekehrten V zusammenlaufen. Die Supraantennalen bilden davor ein Paar seitlich zusammengedrückter Stacheln, welche bei den Männchen prominenter ausgebildeter sind. Charakteristisch zumindest für die Weibchen ist je ein auffälliger weißer Dorn auf der Oberseite der Mesofemuren und zwei weitere auf den Metafemuren in etwa einem Drittel Abstand vom Körper. Bei den Männchen sind sie weniger prominent und etwas kleiner ebenfalls zu finden. Bei ihnen sind drei Paar individuell unterschiedlich stark ausgeprägte Stachelpaare auf der Körperoberseite zu finden. Diese verteilen sich auf das Pronotum, den Hinterrand des Mesonotums und das fünfte Segment des Abdomens.

## Vorkommen und Lebensweise
Die Art kommt auf der gesamten Malaiischen Halbinsel von Perak und Kelantan im Norden bis Singapur im Süden vor. Auf Sumatra ist sie ebenfalls weit verbreitet und beispielsweise in den Provinzen Riau und Sumatra Barat, aber auch auf den vorgelagerten Mentawai-Inseln nachgewiesen. Die Verbreitung von Pylaemenes mitratus auf Sulawesi, wie sie von Josef Redtenbacher in der Erstbeschreibung erwähnt wurde, wird von späteren Autoren angezweifelt.
Die nachtaktiven Tiere verstecken sich tagsüber. Nachts fressen sie an Aidia wallichiana, Uruphyllum glabrum (beides Arten der Familie Rötegewächse), Uncaria gambir, an verschiedenen Drachenbaum-,  Yams-, Daemonorops-, Rubus- und Curculigo-Arten (letztere aus der Familie Hypoxidaceae), sowie an Dieffenbachien und Efeututen. Die Eier werden von den Weibchen am Boden abgelegt.

## Systematik

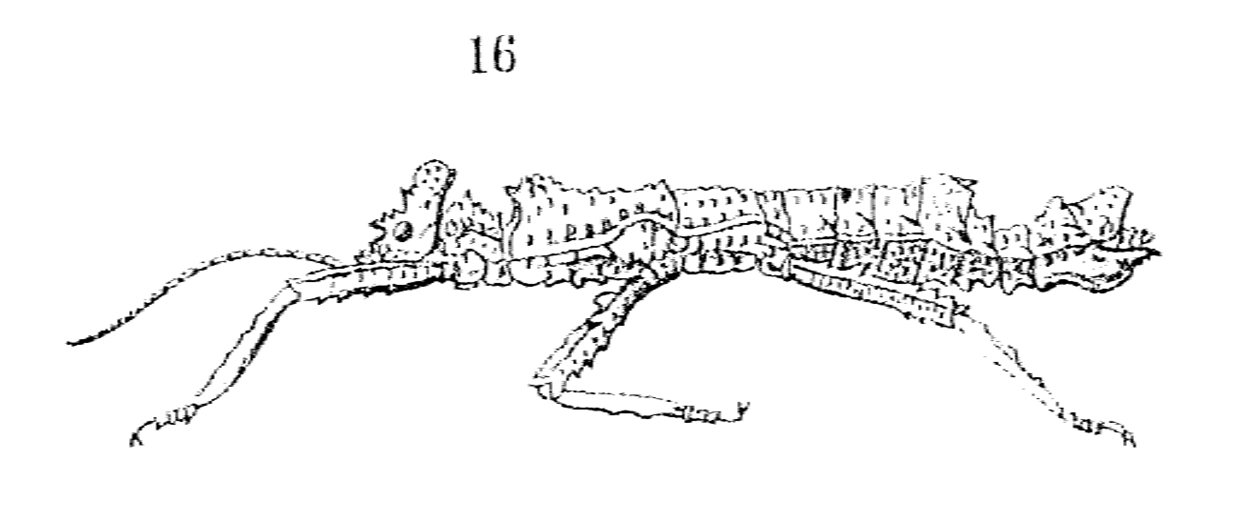
Weibchen von Pylaemenes mitratus, Darstellung aus Redtenbachers Originalbeschreibung von 1906

Redtenbacher beschrieb die Art 1906 unter dem Basionym Datames mitratus. Er bildet ein Weibchen ab und beschreibt beide Geschlechter. Als Referenz nennt er Tiere aus seiner Sammlung und aus dem Naturkundemuseum Berlin. Ein für die Beschreibung verwendetes Weibchen aus seiner Sammlung ist im Naturhistorischen Museum Wien zu finden. Es wurde 1902 von Albert Grubauer in Perak auf der Malaiischen Halbinsel gesammelt und wurde später zum Lectotypus der Art bestimmt. Ein in Berlin hinterlegtes Weibchen soll aus dem Norden von Celebes (heute Sulawesi) stammen. Es wurde als Paralectotypen festgelegt, unterscheidet sich aber etwas von den malaiischen Tieren. Das oder die von Redtenbacher beschriebenen Männchen sind bisher nicht auffindbar. Der Artname bezieht sich auf die Stirnform und vergleicht diese mit der Mitra, also der Kopfbedeckung von Bischöfen (Griechisch: Mitra = μίτρα = „Stirnbinde“).
Redtenbacher beschrieb 1906 neben Datames mitratus auch Datames arietinus und nennt als Referenz Sammlungstiere aus dem Museum Genua (heute Museo di storia naturale Giacomo Doria) und dem damaligen Hofmuseum Wien (heute Naturhistorisches Museum Wien). In letzterem ist auch deren männlicher Lectotypus, sowie ein männlicher Paralectotypus hinterlegt, welche beide 1902 von Grubauer auf Sumatra gesammelt worden sind. Die von Redtenbacher erwähnten Tiere aus dem Museum in Genua sind ein Männchen und ein Weibchen, welche im Mai oder Juni 1894 von E. Modigliani auf Sumatra gesammelt worden sind. Sie sind, wie ein weiteres Weibchen aus dem ETH Zürich Paralectotypen der Art. Zwei weitere aus der Sammlung von Hans Fruhstorfer stammende, 1898 auf Sumatra gesammelte weibliche Tiere, welche in Wien hinterlegt sind, galten zunächst ebenfalls als Paralectotypen von Datames arietinus. Sie wurden 2018 von Francis Seow-Choen als Vertreter einer noch unbeschriebenen Art erkannt und gemeinsam mit einem männlichen Holotypus und weiteren Paratypen als Pylaemenes longispinus neubeschrieben. Der Artname von Datames arietinus nimmt wie der von Pylaemenes mitratus Bezug auf die Kopfform der Tiere und vergleicht diese mit der eines Widders (Lat. bzw. ital.: ariete = Widder).
Die Lectotypen von Datames arietinus und Datames mitratus wurden 1995 von Paul Brock festgelegt. Beide Arten wurden neben anderen bereits 1935 von Klaus Günther mit Datames oileus synonymisiert (heute gültiger Name Pylaemenes oileus). Seow-Choen revalidisierte im Jahr 2000 nach einem Vergleich mit von Java stammenden Vertretern von Pylaemenes oileus die Art Datames mitratus in der Gattung Pylaemenes als Pylaemenes mitratus. Die Neuzuordnung der Gattung war nötig geworden, da Datames bereits 1998 mit Pylaemenes synonymisiert worden war. Datames arietinus wurde dagegen zunächst entweder weiter Pylaemenes oileus oder fälschlich ebenfalls bezugnehmend auf Günther 1935 Pylaemenes coronatus zugeordnet. Seow-Choen bezeichnet 2018 die nach der Beschreibung von Pylaemenes longispinus verbliebenen Typen von Datames arietinus als konspezifisch zu Pylaemenes mitratus. Im Jahr 2020 führt er diese explizit als deren Synonym.

## Terraristik
Pylaemenes mitratus wurde bereits 1999 durch Seow-Choen von der Malaiische Halbinsel für die Terraristik gesammelt und nach Europa geschickt. Von der Phasmid Study Group erhielt die Art die PSG-Nummer 212. Ein weiterer Stamm dieser Art wurde 2015 aus Kota Bharu eingeführt. Als Futterpflanzen eignen sich anders als bei den meisten anderen Datamini weder Haseln noch Brombeeren oder andere Rosengewächse dauerhaft. Die Art lässt sich dagegen, wie auch ihre engeren Verwandten von Borneo, gut mit Efeututen, Dieffenbachien oder Philodendren halten und vermehren.